# Andrew Nkea Fuanya
Andrew Nkea Fuanya (* 29. srpna 1965, Widikum) je kamerunský římskokatolický duchovní; v pořadí druhý biskup mamfenské diecéze.
Kněžské svěcení přijal roku 1992; biskupské pak roku 2013. Byl nejprve jmenován biskupem koadjutorem mamfenské diecéze. Řízení diecéze převzal roku 2014.
Jeho biskupským heslem je „In spiritu et veritate“.